# باشگاه فوتبال سیکسال
باشگاه فوتبال سیکسال (به پرتغالی: Seixal Futebol Clube) یک باشگاه ورزشی پرتغالی است که در سئیشال، منطقه ستوبال واقع شده‌است.
تیم اصلی فوتبال این باشگاه در سال ۲۰۰۷ به دلایل مالی از بین رفت. در حال حاضر فقط تیم جوانان این باشگاه به فعالیت می‌پردازد.
تیم‌های فوتبال این باشگاه در ورزشگاه دو براوو بازی می‌کنند که دارای ظرفیت ۵۰۰۰ نفر می‌باشد. تاریخ تأسیس این باشگاه سال ۱۹۲۵ می‌باشد و فعالیت اصلی آن در زمینه هاکی روی پیست است. این باشگاه دارای یک تیم بسکتبال و فوتسال نیز می‌باشد.

## دفعات حضور (فوتبال)
- لیگ برتر: ۲ (دوبار)
- دسته دوم: ۲۸
- دسته سوم: ۳۶